# Figli di Lir

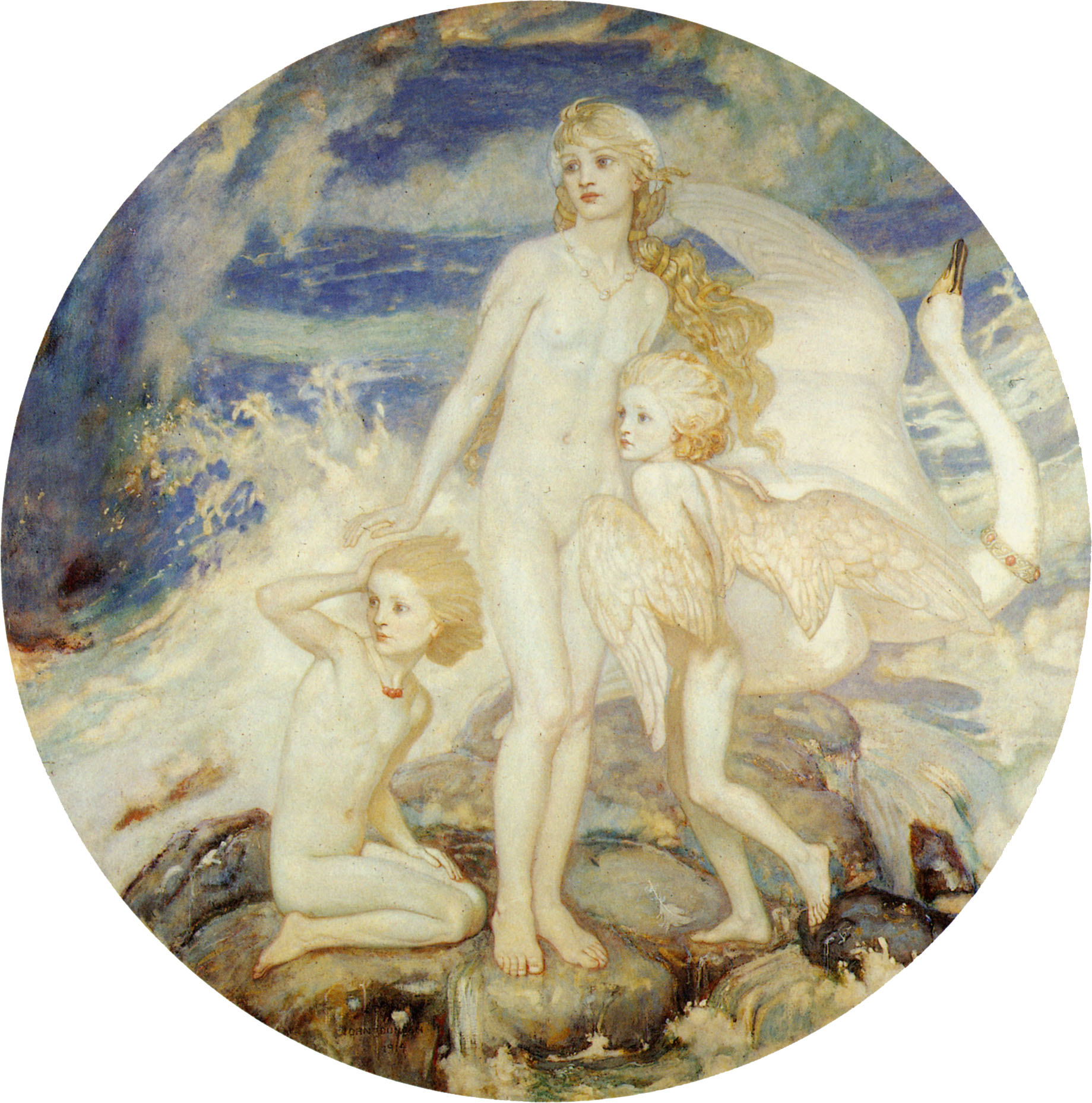
The Children of Lir (1914) di John Duncan

I Figli di Lir (in irlandese: Oidheadh Chlainne Lir, in inglese: Children of Lir) è una leggenda della mitologia irlandese, nata successivamente al periodo di cristianizzazione, che unisce elementi magici come gli incantesimi druidici  al messaggio cristiano che la fede conduca alla libertà attraverso la sofferenza.

## Nomi dei manoscritti
Chiamato in irlandese Oidheadh Chlainne Lir, oggi il racconto è conosciuto semplicemente come Figli di Lir, mentre in passato è stato chiamato anche The Tragic Story of the Children of Lir (lett. "La tragica storia dei figli di Lir") o The Fate of the Children of Lir (lett. "Il destino dei figli di Lir") o, dall'antico titolo Aided Chlainne Li, anche The Violent Death of the Children of Lir (lett. "La morte violenta dei figli di Lir").